# مایکل اوسترهولم
مایکل اوسترهولم (انگلیسی: Michael Osterholm) یک دانشمند آمریکایی در زمینهٔ بهداشت عمومی و متخصص امنیت زیستی و بیماری‌های عفونی است. وی رئیس «مرکز پژوهش و سیاست‌گذاری برای بیماری‌های عفونی» (CIDRAP) در دانشگاه مینه‌سوتا، استاد تمام برجسته در زمینهٔ علوم بهداشت محیط، رئیس جایگاه مک‌نایت بهداشت عمومی، استاد مؤسسهٔ مدیریت تکنولوژیک، دانشکدهٔ علوم و مهندسی و دانشکده پزشکی است که همگی متعلق به دانشگاه مینه‌سوتا هستند. وی همچنین عضو هیئت امنای دانشکدهٔ لوتر در دکورا، آیووا است.
او از سال ۲۰۰۱ تا ۲۰۰۵ میلادی، علاوه بر ریاست «مرکز پژوهش و سیاست‌گذاری برای بیماری‌های عفونی»، مشاور ویژهٔ تامی تامپسون وزیر بهداشت و خدمات انسانی ایالات متحده آمریکا در زمینه مسائلی چون بیوتروریسم و آماده‌باش برای سلامت جامعه بود. وی مدتی کوتاهی نیز سرپرستی مرکز کنترل و پیشگیری بیماری را به‌عهده داشت. اوسترهولم در سال ۲۰۰۵ از سوی مایکل لِویت وزیر بهداشت و خدمات انسانی ایالات متحده آمریکا به عضویت «هیئت ملی مشاوران علمی امنیت زیستی» درآمد.